# Tangoknippe
Inom matematiken är Tangoknippet en av de odelbara vektorknippen av rang n − 1 konstruerade på n-dimensionella projektiv rummet Pn av Tango (1976)